# Bupleurum gibraltaricum
Espèce
Synonymes
- Bupleurum gibraltarium Lam.[1]

Bupleurum gibraltaricum est une espèce de plantes à fleurs de la famille des Apiaceae. C'est une plante herbacée trouvée dans le sud de l'Europe et en Afrique du Nord.

## Répartition et habitat
Bupleurum gibraltaricum se rencontre dans le Sud de la péninsule Ibérique et en Afrique du Nord,.
On la trouve dans le maquis méditerranéen sur des pentes, des falaises ou des sols caillouteux, parfois schisteux ou ardoisés, à des altitudes comprises entre 0 et 1 500 m.

## Description
C'est un arbuste de 0,60-2,00 m de hauteur avec des tiges ligneuses à la base et souvent au milieu de sa longueur, légèrement ramifiées et des feuilles de 3-25 par 3-30 mm. Les inflorescences, en ombelles terminales et latérales, avec 3-12 bractées, ovales à lancéolées, réfléchies, beaucoup plus courtes que les rayons et persistantes.

Dans sa description de 1785, Jean-Baptiste de Lamarck indiquait ceci : 

« Buplèvre de Gibraltar, Bupleurum gibraltarium(…) Bupleurum frutescens, foliis longis acutis aristatis, involucris & involucellis reflexis. Cette espèce forme un petit arbrisseau qui ressemble tellement à celui qui précède, qu'on pourrait le soupçonner n'en être qu'une variété. Sa tige est haute de quatre pieds, ligneuse, droite, à écorce purpurine, & garnie de quelques rameaux alternes & médiocres, situés dans sa partie supérieure. Ses feuilles sont alternes, simples, longues, pointues, un peu coriaces, d'un vert glauque, semi-amplexicaules, & terminées par une très petite pointe en crochet. Elles sont redressées ou presque verticales, et ont cinq à six pouces de longueur, sur une largeur d'environ huit lignes. Les fleurs sont d'un jaune verdâtre & disposées en ombelles un peu amples et terminales. Les collerettes sont réfléchies et ont leurs folioles munies à leur sommet d'une petite pointe particulière. Ce Buplèvre croît aux environs de Gibraltar : on le cultive au Jardin du Roi. »